# Паррита (кантон)
Паррита (исп. Parrita) — кантон в провинции Пунтаренас Коста-Рики.

## География
Находится в центральной части провинции. Граничит на севере с провинцией Сан-Хосе, на юге побережье Тихого океана. Административный центр — Паррита.

## Округа
Кантон состоит из 1 округа Паррита.